# Волгодонская улица (Волгоград)
Волгодонская (изначально Анастасийская) — улица в Волгограде, появившаяся в середине XVIII века в составе Преображенского предместья Царицынской крепости, со временем ставшая продолжением торговых рядов бывшей Городской площади до улицы Воронежской. Название было дано в честь Великой княгини Анастасии, в 1925 года улица была переименована. Современная улица имеет выходы на Комсомольскую улицу и улицу Мира.
На улице сохранился ряд каменных купеческих домов. До последней четверти XIX улица была застроена одноэтажными деревянными домами, как жилыми, так и торговыми. Первые двухэтажные кирпичные здания были построены в 1870—1890 годах — дома Мишнина, Васильева, Лапшина, Чернякова, Найденова, Ермолиной, постоялые дворы Алексеева и Донцова. Сами купцы или их арендаторы занимали второй этаж, первый сдавался различным заведениям. До Великой Отечественной войны на улице было два ряда домов по красным линиям, с тротуаром и односторонней посадкой деревьев, Стилистически улица была объединена эклектической кирпичной фигурной кладкой с элементами модерна. На улице сохранилось пять исторических зданий, четыре по нечётной стороне и один по чётной.
Периодически предлагается создать на улице пешеходную зону, один из проектов был представлен в 2017 году как результат национального конкурса. Так как в рамках проекта подразумевалась ликвидация стихийных парковок автомобилей во дворах, предложение было поддержано далеко не всеми горожанами. Кроме того, высказывались опасения по поводу того, как проект повлияет на сохранность зданий.